# Juliusz Niemirycz

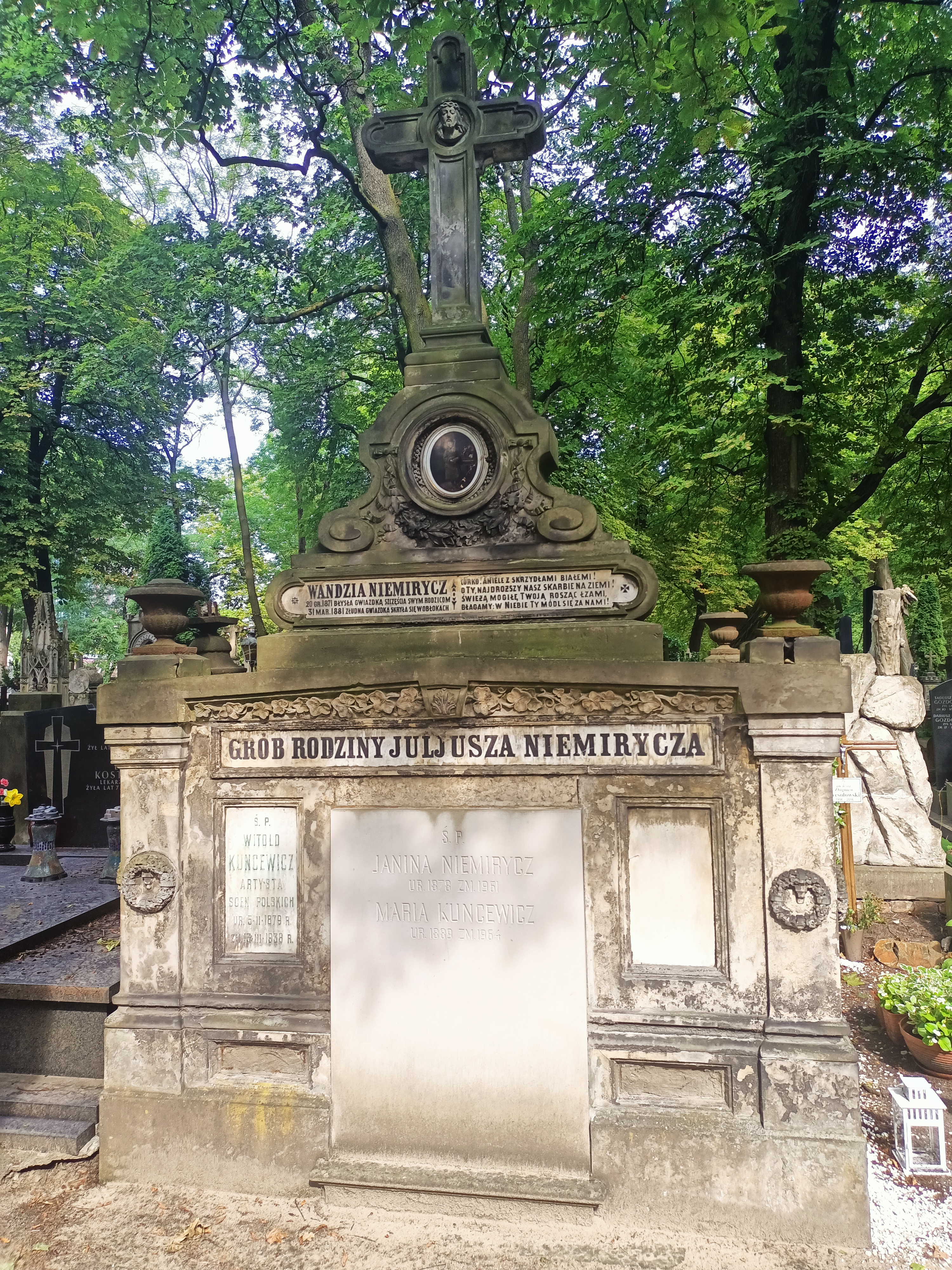
Grób Juliusza Niemirycza na cmentarzu Powązkowskim w Warszawie

Juliusz Niemirycz herbu Klamry (ur. 1822 w Radostowie, zm. 5 czerwca 1909 w Warszawie) – polski adwokat, pisarz.

## Życiorys
Urodził się w 1822 w Radostowie jako syn Józefa i Krystyny z Eydziatowiczów herbu Łuk. Ukończył szkołę średnią w kraju. Studiował na Sorbonie w Paryżu, gdzie uzyskał stopień doktora filozofii. Następnie ukończył studia na wydziale prawa Uniwersytetu Petersburskiego.
W latach 50. XIX wieku był sędzią pokoju w Staszowie. Był członkiem Towarzystwa Rolniczego w Królestwie Polskim w okręgu staszowskim. Następnie przeniósł się do Warszawy i został adwokatem Sądu Apelacyjnego. Od 1874 był mecenasem (obrońcą) przy Departamentach IX i X Senatu Rządzącego w Warszawie. Po reformie sądownictwa w zaborze rosyjskim w 1876 został adwokatem przysięgłym. W Petersburgu skutecznie przeprowadził postępowanie i uzyskał koncesję na wydawanie dziennika „Słowo”. Ostatecznie nie rozpoczął działalności wydawniczej. Po śmierci córki Wandy w 1881 roku przekazał koncesję grupie Antoniego Wrotnowskiego.
Pod koniec XIX wieku zamieszkiwał przeważnie w Zakopanem, gdzie spotykał się m.in. z Henrykiem Sienkiewiczem i Stanisławem Witkiewiczem. Od 1901 mieszkał prawie na stałe w Zakopanem, ale pozostawał na liście adwokatów przysięgłych w Warszawie. 
Był żonaty z Wandą ze Starzeńskich. Ich jedyne dziecko, Wanda zmarła 3 marca 1881 w wieku 10 lat. Juliusz Niemirycz zmarł w Warszawie 5 czerwca 1909. Został pochowany na cmentarzu Powązkowskim w Warszawie w kwaterze 29, rząd 6, miejsce 11,12.

## Twórczość
Twórczość Juliusza Niemirycza była związana z jego wykształceniem. Jako praktyk sądowy wydał pracę Objaśnienie stanu sprawy bankiera St. Lessera z powodu skargi Drogi Żelaznej Warszawsko-Wiedeńskiej i Warszawsko-Bydgoskiej podanej do rządzącego Senatu, Warszawa 1876.
Po polsku wydał następujące prace filozoficzne: 
- Badania filozoficzne tajemnicy życia, Warszawa 1869–1870, trzy części
- Filozofia historii prawa, czyli historia zawiązku, postępu i rozwoju idei prawa..., Warszawa 1874, części I i II
- Filozofia historii narodu polskiego, osnuta na tle dziejów ludzkości, Kraków 1888, dwie części

Pisał również po francusku. W 1868 wydał w Paryżu pracę Le pananimisme, którą wydał również w Warszawie w 1870.
Juliusz Niemirycz w okresie pozytywizmu był wyznawcą doktryny Andrzeja Towiańskiego. Pod koniec XIX wieku napisał po francusku i wydał w Paryżu powieści mistyczne, które cieszyły się dużym powodzeniem:
- La grande énigme. Roman mystique. Prefacé par Jules Bois, Paris 1896
- A travers les âges. Roman symbolique, Paris 1898

Trzecia powieść Le mystère de l'anarchie. Roman mystique nigdy nie ukazała się drukiem.